# نووه دوور (استان اشوی‌داشکسیه)
نووه دوور (به لهستانی: Nowy Dwór) یک منطقهٔ مسکونی در لهستان است که در گمینا کراسوچین واقع شده‌است. نووه دوور ۱۱۴ نفر جمعیت دارد.